# Bandera de Sant Julià de Cerdanyola
La bandera oficial de Sant Julià de Cerdanyola té la següent descripció:
Bandera apaïsada de proporcions dos d'alt per tres de llarg, tercejada vertical verda, porpra i verda, amb una flor de lis blanca d'altura 1/44 de la del drap i d'amplada 1/22 de la seva llargària, centrada sobre cada un del primer i tercer terç.

## Història
Va ser aprovada el 25 de febrer de 1997 i publicada al DOGC el 27 de març del mateix any amb el número 2360.